# Juan Amat Fontanals
Juan Amat Fontanals (Tarrasa, Barcelona, 10 de julio de 1946-Tarrasa, 11 de mayo de 2022) fue un jugador de hockey sobre hierba español. 

## Carrera deportiva
Su logro más importante fue una medalla de plata en los juegos olímpicos de Moscú 1980 con la selección de España. Sus hermanos Francisco, Pedro y Jaime y sus sobrinos Pol Amat y Santi Amat también jugaron profesionalmente al hockey sobre hierba.

## Participaciones en Juegos Olímpicos
- México 1968, 6.
- Múnich 1972, 7.
- Montreal 1976, 6.
- Moscú 1980, plata.